# Liste von Seen in Hamburg
Die Liste von Seen in Hamburg nennt Stillgewässer in der Hansestadt Hamburg. Sie ist alphabetisch sortiert. Sie erhebt keinen Anspruch auf Vollständigkeit.
Einige Gewässer existieren nicht mehr, hier sind etwa der Diebsteich, der Eidelstedter Mühlenteich oder auch der Große Teich in Volksdorf zu nennen. Auch den Mühlenteich in Barmbek, auch Ohlen Diek oder Alter Teich – nach diesem ist auch die heutige Straße Alter Teichweg benannt –, gelegen etwa auf Höhe der heutigen Straße Flachsland, gibt es nicht mehr.

## Liste
| Name                                   | Stadtteil                         | Fläche (ha) | Bemerkungen | Abbildungen |
| -------------------------------------- | --------------------------------- | ----------- | --- | ----------- |
| Albersbrack                            | Neuengamme                        |             | |             |
| Allermöher See                         | Neu-Allermöhe                     | 9,5         | 1984 nach Kiesabbau entstanden.                                                                                                |             |
| Allhorndiek                            | Volksdorf                         |             | |             |
| Alsterteich (Alsterpark)               | Rotherbaum                        |             | |             |
| Alte Süderelbe                         | Finkenwerder                      | 60          | |             |
| Alter Teich                            | Bramfeld                          | 1,7         | Auch Kleiner Bramfelder See genannt.                                                                                           |             |
| Alter Wallgraben                       | Neustadt                          |             | Im Alten Botanischen Garten gelegen.                                                                                           |             |
| Appelhoffweiher                        | Steilshoop/Bramfeld               | 2,5         | Rückhaltebecken |             |
| Außenalster                            | Uhlenhorst                        | 164         | Rund um die Außenalster ist der Alsterpark angelegt.                                                                           |             |
| Außenmühlenteich                       | Wilstorf                          | 25,9        | |             |
| Baggersee Billbrook                    | Billwerder                        | 15,6        | |             |
| Bahrenfelder See                       | Bahrenfeld                        | 5,13        | |             |
| Bergedorfer Brauereiteiche             | Bergedorf                         | 0,67        | |             |
| Bergstedter Mühlenteich                | Bergstedt                         |             | |             |
| Berner Gutsteiche                      | Farmsen-Berne                     |             | Im Berner Gutspark gelegen. |             |
| Binnenalster                           | Neustadt                          | 18          | |             |
| Birmateich                             | Stellingen                        |             | In Hagenbecks Tierpark gelegen.                                                                                                |             |
| Boberger See                           | Lohbrügge                         | 7,86        | |             |
| Borghorster Brack                      | Altengamme                        |             | Im Naturschutzgebiet Borghorster Elblandschaft gelegen.                                                                        |             |
| Brack (Kirchwerder)                    | Kirchwerder                       |             | |             |
| Brack (Neuengamme)                     | Neuengamme                        |             | |             |
| Brack (Neuland)                        | Neuland                           |             | |             |
| Brack (Ochsenwerder)                   | Ochsenwerder                      |             | |             |
| Brack (Tatenberg)                      | Tatenberg                         |             | |             |
| Brack (Wilhelmsburg)                   | Wilhelmsburg                      |             | |             |
| Brakenburger Brack                     | Francop                           |             | |             |
| Bramfelder Kiesgrube, Östlicher Teich  | Bramfeld                          |             | |             |
| Bramfelder Kiesgrube, Westlicher Teich | Bramfeld                          |             | |             |
| Bramfelder See                         | Steilshoop                        |             | |             |
| Callabrack                             | Wilhelmsburg                      |             | |             |
| Carlsbrack                             | Kirchwerder                       |             | |             |
| Deepenhornteich                        | Rahlstedt                         |             | Rückhaltebecken |             |
| Dorfteich (Volksdorf)                  | Volksdorf                         |             | |             |
| Eichbaumsee                            | Allermöhe                         | 24          | 1972 nach dem Sandabbau entstanden.                                                                                            |             |
| Eichtalteich                           | Wandsbek                          |             | Im Eichtalpark. |             |
| Ententeich (Nienstedten)               | Nienstedten                       |             | Im Hirschpark. |             |
| Ententeich (Winterhude)                | Winterhude                        |             | Im Hamburger Stadtpark. |             |
| Eppendorfer Moor                       | Groß Borstel                      |             | Mehrere Moorteiche, darunter zwei größere.                                                                                     |             |
| Eppendorfer Mühlenteich                | Eppendorf                         |             | |             |
| Feddersenteich                         | Lokstedt                          |             | Im Verlauf der Schillingsbek im Von-Eicken-Park.                                                                               |             |
| Feenteich                              | Uhlenhorst                        | 2,5         | |             |
| Finkenrieker Mahlbusen                 | Wilhelmsburg                      |             | |             |
| Fischteich                             | Rissen                            |             | |             |
| Flethmannsteich                        | Volksdorf                         |             | |             |
| Grootmoorweiher                        | Bramfeld                          |             | |             |
| Grootsee                               | Niendorf                          |             | In der Parkanlage Märkerweg.                                                                                                   |             |
| Großer Halenreienteich                 | Volksdorf                         |             | |             |
| Großer Vogelteich                      | Stellingen                        |             | In Hagenbecks Tierpark gelegen.                                                                                                |             |
| Großer Ziegelsee                       | Tonndorf                          |             | |             |
| Gutsbrack                              | Francop                           |             | |             |
| Hammer Parkteich                       | Hamm                              |             | Auch Teich im Hammer Park genannt.                                                                                             |             |
| Haarteich                              | Lohbrügge                         |             | In der Boberger Niederung gelegen.                                                                                             |             |
| Heiddiek                               | Bergstedt                         |             | |             |
| Helmuth-Schack-See                     | Osdorf                            |             | Ursprünglich Deesmoor. Später wurde um den See herum der Bornpark geschaffen.                                                  |             |
| Herrenbrack                            | Spadenland                        |             | |             |
| Hindenburgteich                        | Wellingsbüttel                    |             | |             |
| Hochwasserrückhaltebecken Barenbleek   | Bramfeld/Farmsen-Berne            |             | Osterbek, Rückhaltebecken |             |
| Hörndiek                               | Ohlstedt/Bergstedt                |             | |             |
| Hohenbuchenteiche                      | Poppenbüttel                      |             | |             |
| Hohendeicher See                       | Ochsenwerder                      | 62          | Auch Oortkatener See oder Oortkatensee                                                                                         |             |
| Hohenwischer Brack                     | Francop                           | 0,7         | Auch Flutbrack Hohenwisch oder Flutbrack 1962                                                                                  |             |
| Holzmühlenteich                        | Wandsbek                          |             | |             |
| Horner Moor                            | Horn                              |             | |             |
| Hower See                              | Kirchwerder                       |             | |             |
| Huckerbrack/Francoper Schleusenteich   | Francop                           |             | |             |
| Hühnermoor                             | Sasel                             |             | |             |
| Hummelsee                              | Hummelsbüttel                     | 8           | |             |
| Ilandteich                             | Bergstedt/Sasel                   |             | |             |
| Japanteich                             | Stellingen                        |             | In Hagenbecks Tierpark gelegen.                                                                                                |             |
| Jessenteich                            | Jenfeld                           |             | |             |
| Kaniasee                               | Osdorf                            |             | Im Loki-Schmidt-Garten (Botanischer Garten).                                                                                   |             |
| Kiebitzbrack                           | Kirchwerder                       | 3,7         | |             |
| Kiebitzmoor                            | Volksdorf                         |             | |             |
| Kleiner Fischteich                     | Rissen                            |             | |             |
| Kleiner Halenreienteich                | Volksdorf                         |             | |             |
| Kleiner Mühlteich                      | Nienstedten                       |             | |             |
| Kleiner Ziegelteich/Kleiner Ziegelsee  | Tonndorf                          |             | |             |
| Kohdiek                                | Bergstedt                         |             | |             |
| Kollauteich                            | Schnelsen                         | 0,63        | |             |
| Kretortteich                           | Hausbruch                         |             | |             |
| Krintendiek                            | Bergstedt                         |             | |             |
| Krötenteich                            | Neugraben-Fischbek                |             | |             |
| Kuckucksteich                          | Wilhelmsburg                      |             | Im Wilhelmsburger Inselpark gelegen.                                                                                           |             |
| Kückenbrack                            | Neuengamme                        |             | |             |
| Kühlteich                              | Jenfeld                           |             | |             |
| Kuehnbachteich                         | Jenfeld                           |             | |             |
| Kükenbrack                             | Wilhelmsburg                      |             | |             |
| Küsterbrack                            | Ochsenwerder                      |             | |             |
| Kuhmühlenteich                         | Uhlenhorst                        |             | |             |
| Kuhteich                               | Wellingsbüttel                    |             | |             |
| Kupferteich (Ammersbek)                | Wohldorf-Ohlstedt                 |             | |             |
| Kupferteich (Berner Au)                | Farmsen-Berne                     |             | |             |
| Kupferteich (Mellingbek)               | Poppenbüttel/Lemsahl-Mellingstedt | 7           | |             |
| Langenbrack (Spadenland)               | Spadenland                        |             | |             |
| Langenbrack (Neuengamme)               | Neuengamme                        |             | |             |
| Lehmgrube Tegelsee                     | Farmsen-Berne                     |             | |             |
| Lehmkuhle                              | Rahlstedt                         | 0,4         | Im Greifenbergpark gelegen. |             |
| Libscher Kuhlen                        | Francop                           |             | |             |
| Liliencronteich                        | Rahlstedt                         |             | |             |
| Lohmühlenteich                         | Eißendorf                         |             | |             |
| Lottbeker Teich                        | Volksdorf                         |             | Auch Lottbeker Stausee, teils in Ammersbek.                                                                                    |             |
| Mahlbusen                              | Wilhelmsburg                      |             | Mahlbusen, in Wilhelmsburger Inselpark gelegen, nicht zu verwechseln mit dem Finkenrieker Mahlbusen (auch in Wilhelmsburg)     |             |
| Mühlenteich (Billstedt)                | Billstedt                         |             | |             |
| Mühlenteich (Fuhlsbüttel)              | Fuhlsbüttel                       |             | |             |
| Mühlenteich (Nienstedten)              | Nienstedten                       |             | In der Gemarkung Mühlenberg.                                                                                                   |             |
| Mühlenteich (Wandsbek)                 | Wandsbek                          |             | Im Mühlenteichpark gelegen. |             |
| Mühlenteich (Wohldorf-Ohlstedt)        | Wohldorf-Ohlstedt                 |             | |             |
| Muusdiek                               | Bergstedt                         |             | |             |
| Nettelnburger Baggersee                | Bergedorf                         | 0,6         | |             |
| Neuländer See/Baggerteich Neuland      | Neuland                           |             | |             |
| Neuwiedenthaler Teich                  | Hausbruch                         |             | |             |
| Nordmarkteich                          | Tonndorf                          |             | |             |
| Nymphensee                             | Tonndorf                          |             | |             |
| Ohmoorteich                            | Niendorf                          | 0,15        | Rückhaltebecken |             |
| Öhlmühlenteiche                        | Wandsbek                          |             | |             |
| Öjendorfer See                         | Billstedt                         | 46          | |             |
| Ostender Teich                         | Tonndorf                          |             | |             |
| Östlicher Achtermoorteich              | Lohbrügge                         |             | Teich im Achtermoor in der Boberger Niederung.                                                                                 |             |
| Papenbrack                             | Wilhelmsburg                      |             | |             |
| Parksee Planten un Blomen              | St. Pauli                         |             | |             |
| Pohlmannteich/Pohlmannsee              | Tonndorf                          |             | |             |
| Prökelmoorteich                        | Ohlsdorf/Wellingsbüttel           |             | |             |
| Pulverhofteich                         | Rahlstedt                         |             | |             |
| Raakmoorteich                          | Langenhorn/Hummelsbüttel          |             | Im Raakmoor diverse Teiche, ein Rückhaltebecken                                                                                |             |
| Rahwegteich                            | Niendorf                          |             | |             |
| Rathausteich                           | Wilhelmsburg                      |             | |             |
| RHB Bekkamp                            | Jenfeld                           |             | Schleemer Bach, im Park Schleemer Bach nahe der Görlitzer Straße gelegen.                                                      |             |
| RHB Berner Au                          | Farmsen-Berne                     |             | Berner Au, Rückhaltebecken |             |
| RHB Boltwischen                        | Rahlstedt                         |             | Neurahlstedter Graben, Rückhaltebecken                                                                                         |             |
| RHB Blockhorn                          | Sasel                             |             | Auch RHB Sasel, Berner Au, Rückhaltebecken                                                                                     |             |
| RHB Bornbach                           | Langenhorn                        |             | Bornbach, Rückhaltebecken |             |
| RHB Borndiek                           | Iserbrook                         |             | Düpenau, Rückhaltebecken |             |
| RHB Borndiekgraben                     | Osdorf                            |             | Düpenau, Rückhaltebecken beim Abwasserpumpwerk                                                                                 |             |
| RHB Brookgraben                        | Eidelstedt                        |             | Brookgraben, Rückhaltebecken, auch Regenwasserrückhaltebecken Brookgraben genannt. Daneben befindet sich ein weiteres im Bau.  |             |
| RHB Burgwedelkamp                      | Schnelsen                         |             | Schnelsener Moorgraben, Rückhaltebecken, auch Regenwasserrückhaltebecken Burgwedelkamp genannt.                                |             |
| RHB Diekmoor                           | Langenhorn                        |             | Bornbach, Rückhaltebecken |             |
| RHB Flottbek                           | Othmarschen                       |             | Flottbek, im Jenischpark, Rückhaltebecken, auch Ententeich genannt                                                             |             |
| RHB Grothwisch                         | Schnelsen                         |             | Burgwedelau, Rückhaltebecken, im Wassermannpark.                                                                               |             |
| RHB Hochholtswisch                     | Sasel                             |             | Berner Au, Rückhaltebecken, auch RHB Meiendorfer Mühlenweg                                                                     |             |
| RHB Höltigbaum                         | Rahlstedt                         |             | Wandse, Rückhaltebecken |             |
| RHB Holtbarg                           | Iserbrook                         |             | Holtbarggraben, Rückhaltebecken                                                                                                |             |
| RHB Holtbarggraben                     | Osdorf                            |             | Holtbarggraben, Rückhaltebecken                                                                                                |             |
| RHB Jenfelder Moor                     | Jenfeld                           |             | Rückhaltebecken |             |
| RHB Krohnstieg                         | Langenhorn                        |             | Bornbach/Tarpenbek, Rückhaltebecken                                                                                            |             |
| RHB Kronsaalsweg                       | Stellingen                        |             | Düngelau, Rückhaltebecken |             |
| RHB Langenhorst                        | Niendorf                          |             | Langenhorstgraben, Rückhaltebecken                                                                                             |             |
| RHB Liliencronstraße                   | Rahlstedt                         |             | Schleemer Bach, Rückhaltebecken, nahe Kielkoppelstraße                                                                         |             |
| RHB Lüttenredder                       | Schnelsen                         |             | Burgwedelau, Rückhaltebecken, im Wassermannpark.                                                                               |             |
| RHB Osterbek                           | Bramfeld/Wandsbek                 |             | Osterbek, Rückhaltebecken |             |
| RHB Schlehenweg                        | Schnelsen                         |             | Burgwedelau, Rückhaltebecken                                                                                                   |             |
| RHB Schnelsener Moor                   | Schnelsen                         |             | Schnelsener Moorgraben, Rückhaltebecken                                                                                        |             |
| RHB Seebek                             | Barmbek-Nord                      |             | Seebek, Rückhaltebecken |             |
| RHB Susebek, Grützmühlenweg            | Hummelsbüttel                     |             | Susebek, nördliches Rückhaltebecken                                                                                            |             |
| RHB Susebek, Karpendiek                | Hummelsbüttel                     |             | Susebek, südliches Rückhaltebecken                                                                                             |             |
| RHB Tangstedter Landstraße             | Langenhorn                        |             | Bornbach, Rückhaltebecken |             |
| RHB Von-Eicken-Park                    | Lokstedt                          |             | Schillingsbek, Rückhaltebecken, im Von-Eicken-Park.                                                                            |             |
| Rieckmersbrack                         | Neuengamme                        |             | |             |
| Riepenburger Brack                     | Kirchwerder                       |             | |             |
| Rodenbeker Teich                       | Bergstedt                         |             | |             |
| Rondeelteich                           | Winterhude                        |             | |             |
| Rothsteinsmoor                         | Langenhorn                        |             | Mehrere Teiche. |             |
| Rüdigerteich                           | Rissen                            |             | |             |
| Rundbrack                              | Neuengamme                        |             | |             |
| Sandbrack                              | Kirchwerder                       |             | |             |
| Schiffbeker Moor                       | Horn                              |             | |             |
| Schleemer Teich                        | Billstedt                         |             | Schleemer Bach, im Schleemer Park gelegen.                                                                                     |             |
| Schleusenteich                         | Poppenbüttel                      |             | |             |
| See Hinterm Horn                       | Allermöhe                         | 10          | |             |
| Seefelder See                          | Kirchwerder                       |             | |             |
| Sievertsche Tongrube                   | Hummelsbüttel                     |             | |             |
| Stadtparksee                           | Winterhude                        |             | Im Hamburger Stadtpark. |             |
| Stapelfelder Moor                      | Rahlstedt/Siek (Holstein)         |             | |             |
| Steinbeker Teich                       | Billstedt                         |             | |             |
| Steinfurths Diek                       | Billstedt                         |             | |             |
| Stennerteich                           | Rissen                            |             | |             |
| Stölpchensee                           | Bramfeld                          | 1           | [ 4 ] |             |
| Strandbad Farmsen                      | Farmsen-Berne                     |             | |             |
| Timmermoor                             | Bergstedt                         |             | |             |
| Uhlenbuschbrack                        | Wilhelmsburg                      |             | |             |
| Vierenkampgraben, nördlicher Teich     | Niendorf                          |             | |             |
| Vierenkampgraben, südlicher Teich      | Niendorf                          |             | Auch Waldsee Niendorf genannt.                                                                                                 |             |
| Vogtsbrack                             | Ochsenwerder/Tatenberg            |             | |             |
| Volksdorfer Teichwiesen                | Volksdorf                         |             | Früher Großer Teich, heute zwei Rückhaltebecken (1911 angelegt), die teils auch Großer Teich und Kleiner Teich genannt werden. |             |
| Waldteich                              | Volksdorf                         |             | |             |
| Weiher                                 | Eimsbüttel                        |             | Im Eimsbütteler Park „Am Weiher“ gelegen.                                                                                      |             |
| Wendebecken Langenfort                 | Barmbek-Nord                      |             | |             |
| Wesselhoeftteich                       | Nienstedten                       |             | |             |
| Westensee (Neuallermöhe)/Westsee       | Neuallermöhe                      |             | |             |
| Westensee (Reitbrook)                  | Reitbrook                         |             | Im Naturschutzgebiet Die Reit beziehungsweise in der Seenlandschaft Die Reit gelegen.                                          |             |
| Westlicher Achtermoorteich             | Lohbrügge                         |             | Teich im Achtermoor in der Boberger Niederung.                                                                                 |             |
| Ziegeleiteich                          | Osdorf                            |             | |             |
| Ziegelteich (Lohbrügge)                | Lohbrügge                         |             | |             |
| Ziegelteich (Stellingen)               | Stellingen                        | 0,7         | |             |